# El Molinet (la Riera de Gaià)
El Molinet és una obra de la Riera de Gaià (Tarragonès) inclosa a l'Inventari del Patrimoni Arquitectònic de Catalunya.

## Descripció
Edifici abandonat, amb estructura quadrada. A l'interior s'hi veu la volta de canó feta amb motlles de canya i el lloc on hi havia funcionat les dues moles. A la dovella central de la porta d'entrada hi ha esculpit l'any "1772".